# 龍爭虎鬥
《龍爭虎鬥》（英語：Enter the Dragon，於新加坡上映時譯名為「神龍猛虎」）， 是由李小龙領銜主演的第四部武打電影，亦是最後一部在他生前完整完成的作品。本片在香港拍攝，由美国华纳兄弟及香港嘉禾公司出品。導演為羅拔·高洛斯，於1973年10月18日在香港首映。

## 劇情
劇中以少林寺為內容：少林高僧有兩名弟子，大弟子－韓先生背叛師門，買下一座私人岛屿秘密經營毒品生產。島上的人一律不准攜帶武器，而且不准外人出入，除了三年一度的世界比武大會以外。
少林寺俗家弟子李振強受到師父委託，在警方安排下參加此次比武大會，以選手身份潛入韓所治理的島嶼。當晚的歡迎會後，李深入島內的地下室暗中調查，並打傷幾名守衛。第二天，李振強出場對戰韓的得力助手敖家達（就是造成李振強妹妹自盡的凶手）。李振強一上場就表現其超乎常人的出拳速度，以極短的速度將敖家達打倒在地。敖家達惱羞成怒，知道自己不是對手，就企圖暗算李。但李振強絲毫不給他機會，幾記重踢之後忍無可忍的使出絕招將敖家達踢死在擂台上。
比武結束後，韓把美国籍選手威廉士帶到書房內。原來他懷疑昨晚潛入地下室打傷守衛的人是威廉士，並殘忍地殺害他。韓還看中美籍高手羅柏，把他帶到地下室脅迫其加入。當晚，李振強再次深入地下室，向警方發電報求援，不料驚動了警報。李把趕來的打手打得落花流水。在這場打鬥戲中，李小龍展示了截拳道的單頭長棍、短棍、雙短棍、雙節棍、雙雙節棍等搏殺技術。，皆使用得出神入化，充分展示他對各種武器的熟悉和精通。李振強被地下室的機關所困，並在隔天被押上擂台。韓企圖要羅柏殺害李，但遭羅拒絕，韓派出的大力士也被他擊敗。惱羞成怒的韓憤而叫所有的打手一起抓住李與羅柏兩人。這時，被韓關在地下的島民得到美玲的幫助逃出牢獄，與韓的手下展開大規模搏鬥。
韓逃到一間密室裡，李振強馬上追過去。密室牆上都是一面面的玻璃，李無計可施，一直遭到韓偷襲。就在這時，李振強忽然想起師父說的話「你若能消滅幻影，就能消滅敵人本尊」。於是他奮力把牆面上的玻璃打碎，韓終於現身。李重重地踢中韓一腳，使得韓被牆上的槍頭刺死，李振強終於為少林寺清理門戶。韓的手下們也幾乎被島民們收拾乾淨，羅柏無助地坐在一旁。這時，李振強出現並豎起大姆指向羅柏比個讚的手勢，羅柏也回敬李的好意。隨後警方的人馬趕到，李振強微微一笑，表示任務成功。

## 演員
| 演員                          | 角色                                              | 備註                                                                                         |
| 李小龙                        | Lee (李振強)（粵語配音：朱子聰）                  | 香港人 少林高僧俗家弟子 到島上為師父清理門戶                                                 |
| 約翰·薩克森                   | Roper (羅柏)（粵語配音：馮永和）                  | 美國人 因和人打賭輸掉身家逃到香港                                                            |
| 吉姆·凱利                     | Williams (威廉士)（粵語配音：陳永信）             | 非裔美國人 因打傷兩名白人洛杉矶警察逃到香港                                                  |
| 鍾玲玲                        | 美玲（粵語配音：盧素娟）                          | 英国情報局放在韓先生身邊的卧底                                                               |
| 石堅                          | Han (韓先生) （英語配音：陸錫麟／粵語配音：金貴） | 少林寺叛徒 絕不容許在其島上使用枪械的島主 舉辦格鬥大賽招攬更多高手為其效力，以擴展其鸦片生意 |
| 安娜·姬貝莉                   | Tania (塔娜)（粵語配音：龍寶鈿）                  | 島上的女傭                                                                                   |
| 羅拔·窩                       | O'Hara (敖家達)（粵語配音：楊捷康)                | 韓先生的隨扈                                                                                 |
| 楊斯                          | Bolo (布路) （粵語配音：盧雄）                    | 韓先生的隨扈                                                                                 |
| 彼得·阿徹                     | Parsons (柏臣)                                    | 韓先生的隨扈                                                                                 |
| 傑佛瑞·威克斯(Geoffrey Weeks) | Braithwaite (裴理偉)（粵語配音：楊捷康)           | 英國情報局人員 委任李振強進行秘密任務                                                        |
| 郝履仁                        | 老爺子 (Old Man)（粵語配音：丁羽）                | 憶述李振強之妹小蓮之死                                                                       |
| 洪金寶                        | 少林寺武僧                                        | 開場時與李振強對打                                                                           |
| 喬宏                          | 少林寺住持（粵語配音：盧雄）                      | 李與韓的師父 登場畫面在美國首映版中遭刪除                                                    |
| 成龍                          | 韓先生打手                                        | 跑龍套                                                                                       |
| 茅瑛                          | 小蓮                                              | 李振強的妹妹 因不願受韓的手下污辱而自盡身亡                                                  |
| 元華                          | 參賽選手                                          | 兼任開場李小龍與洪金寶對戰畫面中， 李小龍空翻畫面的替身                                      |
| 元彪                          | 參賽選手                                          | 在片中出現兩個鏡頭                                                                           |
| 劉永                          | 參賽選手                                          |                                                                                              |
| 林正英                        |                                                   | 武術指導助手 石堅的替身 各場景隨機登場臨演                                                   |
| 董瑋                          | 劉（粵語配音：陳永信）                            | 向李小龍討教功夫的少年                                                                       |

## 幕後花絮
- 本片在製作當時是採取同步錄音方式拍攝，但正式上映版本則是改為使用後製錄音。原本的同步錄音音軌目前則仍然下落不明。
- 當時李小龍所演出的電影，無論國、粵語（李小龍本人亦不諳國語）和英語配音版本的對白，均為另行由配音員後製配音的方式製作。但唯有本片中李小龍的英語對白，仍是由他自己擔任後製配音。另外，李小龍還兼任片中臨時演員畫面的粵語對白配音。不過李小龍在打鬥戲中最為著名的奇特高亢吼聲（在日本則被形容為「怪鳥音」），除本片以外在《精武門》、《猛龍過江》片中均為採用李小龍本人擔任的後製配音。常與他合作的女星苗可秀在日後並曾回顧提及，其實在拍片現場李小龍所發出的聲音並沒有那麼大。
- 《龍爭虎鬥》拍攝的過程多災多難，經常發生道具遺失、損毀、演員受傷等事故。
- 李小龙在拍片過程中至少有七次以上頭痛病發作，甚至有一次昏倒在地。1973年5月10日，李小龍在拍攝本片時還曾於片場內昏迷數小時。於某次拍攝過程中，石堅因為誤解李小龍的「OK」手勢（實際上這個手勢是做給另一個演員看的），結果石堅以為是正式開拍，於是打出重拳誤傷李小龍。
- 飾演本片大反派的石堅，本身為少林拳高手，當時雖然已經年近六旬，片中與李小龍的對打戲卻幾乎是完全不用替身親自上陣。在演出本片之前李小龍雖然並無與石堅同台的經歷，但他自童星時期開始，就一直將石堅視為敬重的長輩。
- 当时尚未出道的成龍，在影片中扮演一個被李小龍花幾秒就解決的反派打手。
- 本片序幕中洪金寶與李小龍的對打戲，實際上是在全片拍攝完成一個月之後補拍的，此段畫面並由李小龍親自執導。而李小龍此時的體態因健康狀況已經不佳，與片中先拍攝完成的其他場景相較之下明顯變得更為瘦削，空翻畫面並由元華擔任替身。
- 擔任本片武術指導助手的林正英，當時年僅21歲，由於李小龍肯定他的實力以及對他的信賴而受到提拔。雖然本片美國上映版的演職員字幕並未將林正英列名，但香港上映版演職員字幕中則將他與李小龍並列。林正英除了武術指導之外並擔任多個場景中的替身，在片中大亂鬥場面裡活躍的犯人角色也大多由他擔任演出。

## 外部連結
- 開眼電影網上《龍爭虎鬥》的資料（繁體中文）
- 豆瓣电影上《龍爭虎鬥》的資料 （简体中文）
- 时光网上《龍爭虎鬥》的資料（简体中文）
- AllMovie上《龍爭虎鬥》的资料（英文）
- 爛番茄上《龍爭虎鬥》的資料（英文）
- 香港影庫上《龍爭虎鬥》的資料（繁體中文）
- 互联网电影数据库（IMDb）上《龍爭虎鬥》的资料（英文）